# Východní křesťanství

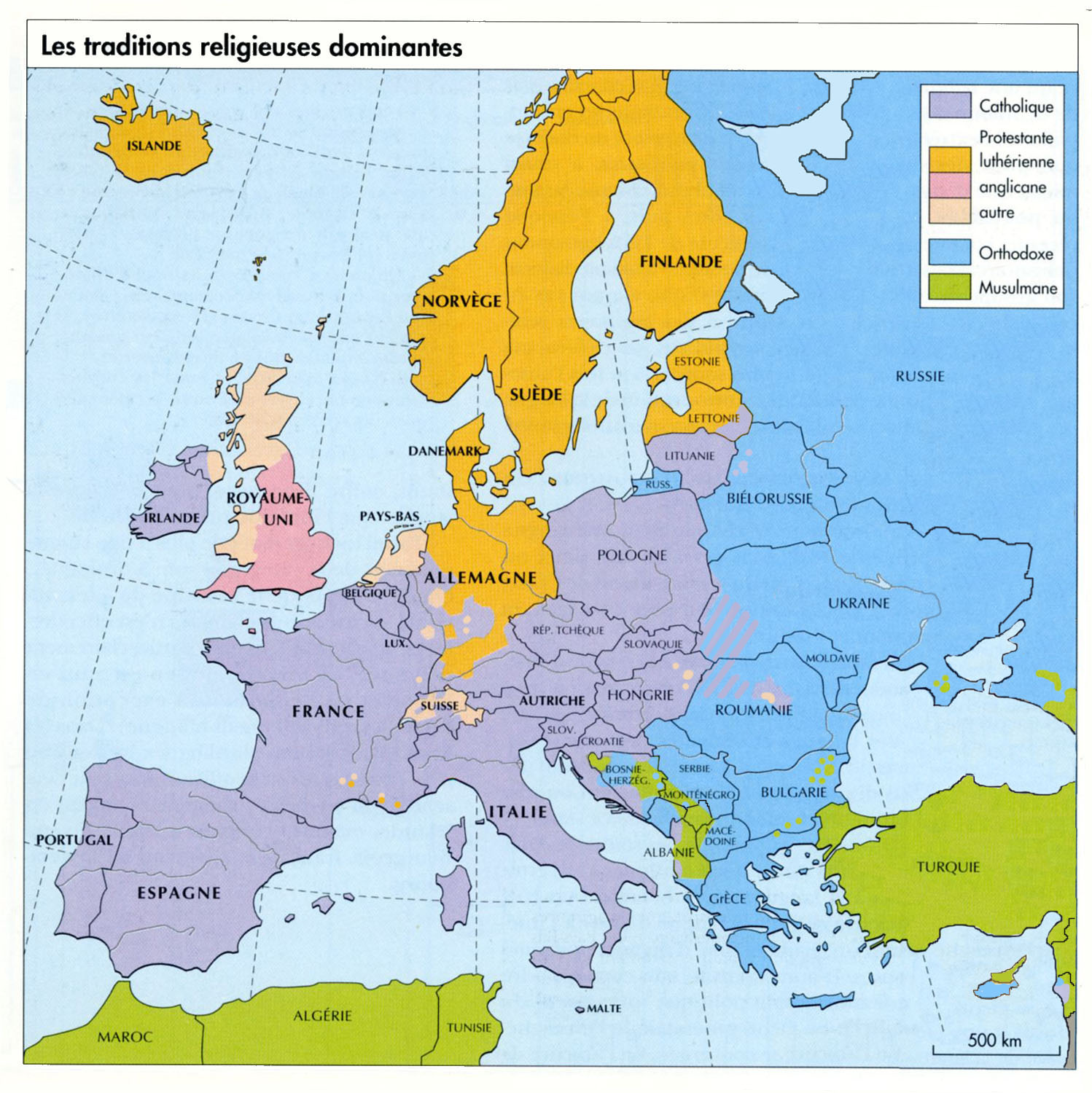
Mapa náboženství v Evropě, regiony západního křesťanství oproti východnímu (modrá) a protestantismu (oranžová, růžová, béžová) a islámu (zelená)

Východní křesťanství je souborný název pro východní katolické církve, pravoslaví a starobylé východní církve.
Ve 21. století pojem zahrnuje ty církve, které nevzešly ze západní církve, tedy římskokatolickou církev a protestantské církve. 
Nejedná se již o striktní zeměpisné rozlišení, neboť západní církve působí na tradičně „východním“ území a naopak.

## Historie

Pravoslavné kříže:
řecký rovnoramenný
osmikonečný (ruský pravoslavný)
řecký
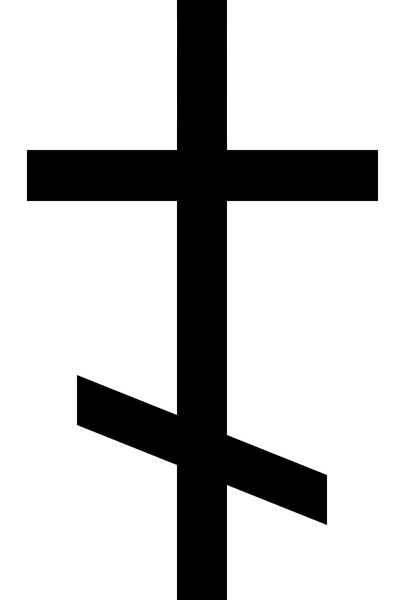
ruský
byzantský
bulharský
srbský
srbský tetragrammický
etiopský
koptský
makedonský

Východ římské říše tvořila řecky mluvící evropská část a semito-hamitská blízkovýchodní část. 
V průběhu 5. století se jednota církve na Východě rozpadla, když po Chalkedonském koncilu došlo ke schizmatu, jímž se od všeobecné církve vydělily církve orientální.
Od 9. století začal proces rozpadu jednoty mezi křesťanským Východem a Západem, způsobená mj. tím, že od 6. století většina vzdělaného obyvatelstva obou bývalých částí římské říše přestává umět jazykem druhé poloviny říše (latinsky, resp. řecky).
Avšak již brzy poté se objevují lidé toužící po jednotě za cenu uznání tzv. římského primátu, což vedlo ke vzniku východních katolických církví, které mají původní rity, ale uznávají papeže.

## Galerie

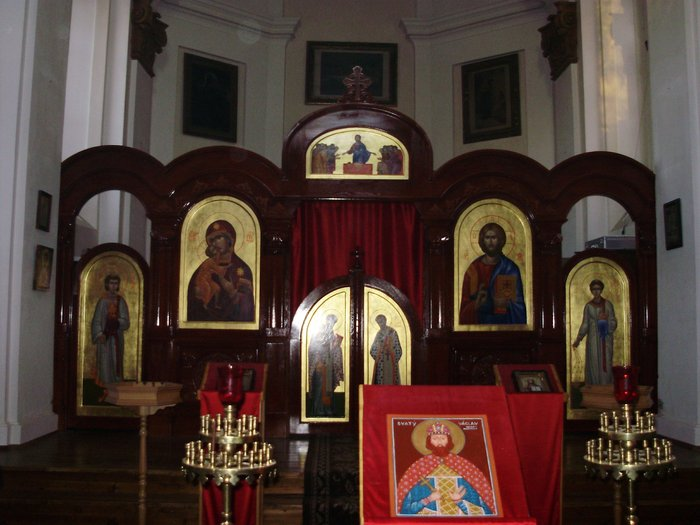
Ikonostas je charakteristický pro východokřesťanské chrámy (Ikonostas v chrámu sv. Václava v Litoměřicích)
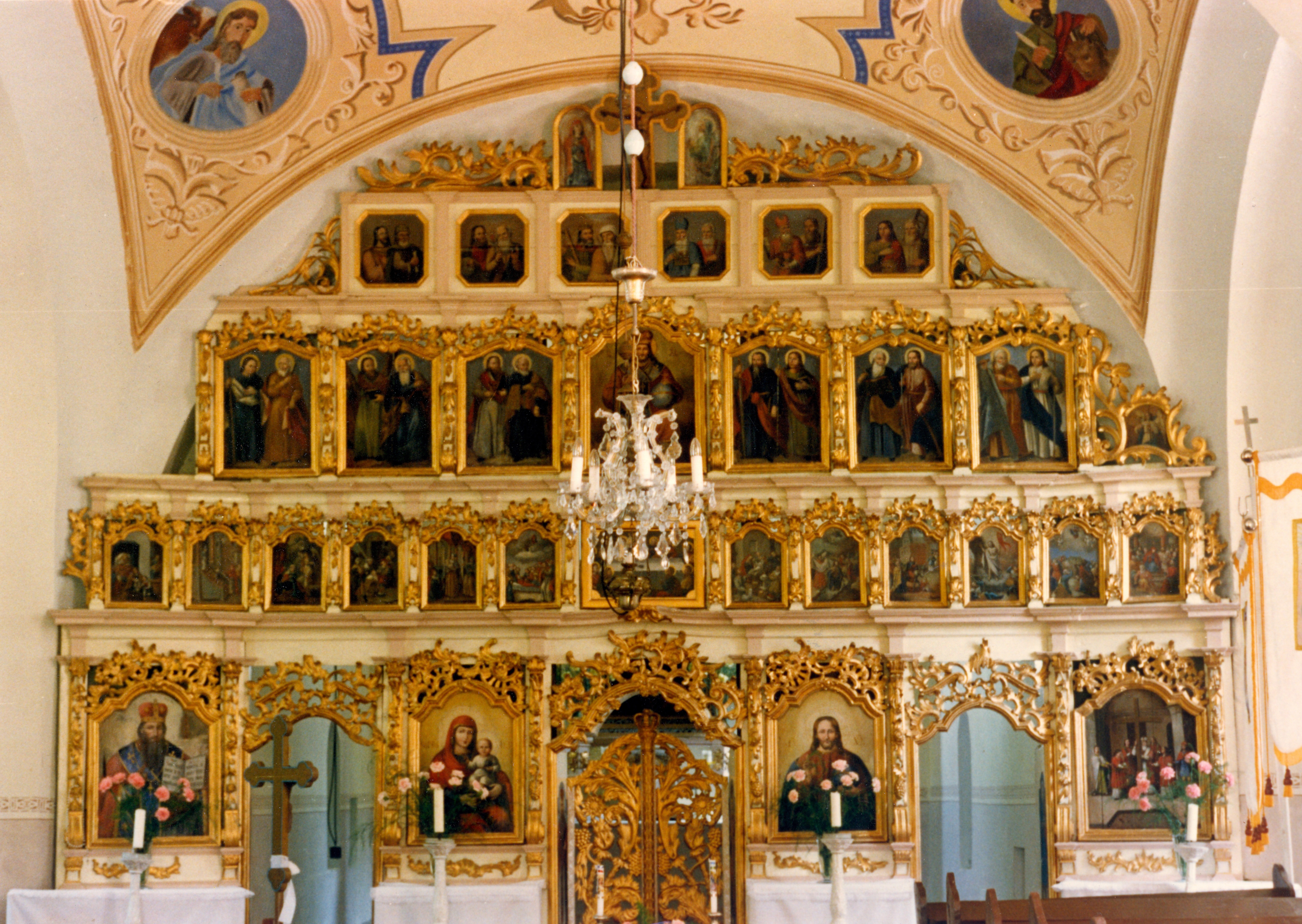
Ikonostas (zeď tvořená ikonami oddělujíci svatyni od lodi východních kostelů) řeckokatolického kostela v Bukovej Hôrke (Stropkov, Slovensko, 18. století)
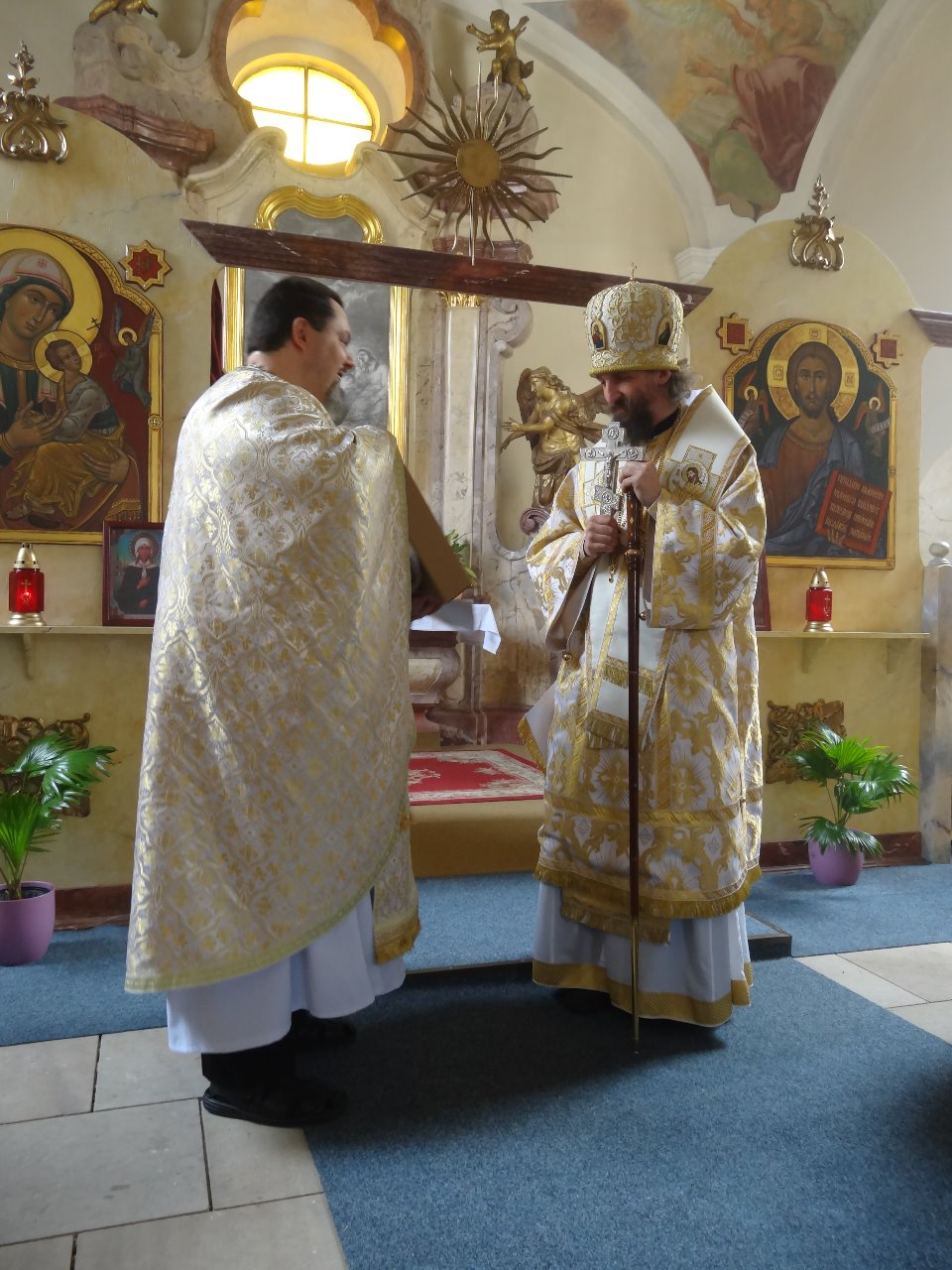
Pravoslavní duchovní v liturgickém oděvu (Zprava Arcibiskup Jáchym s žehnacím křížem a farář Miroslav Šantin v Chrámu sv. Josefa v Roudnici)
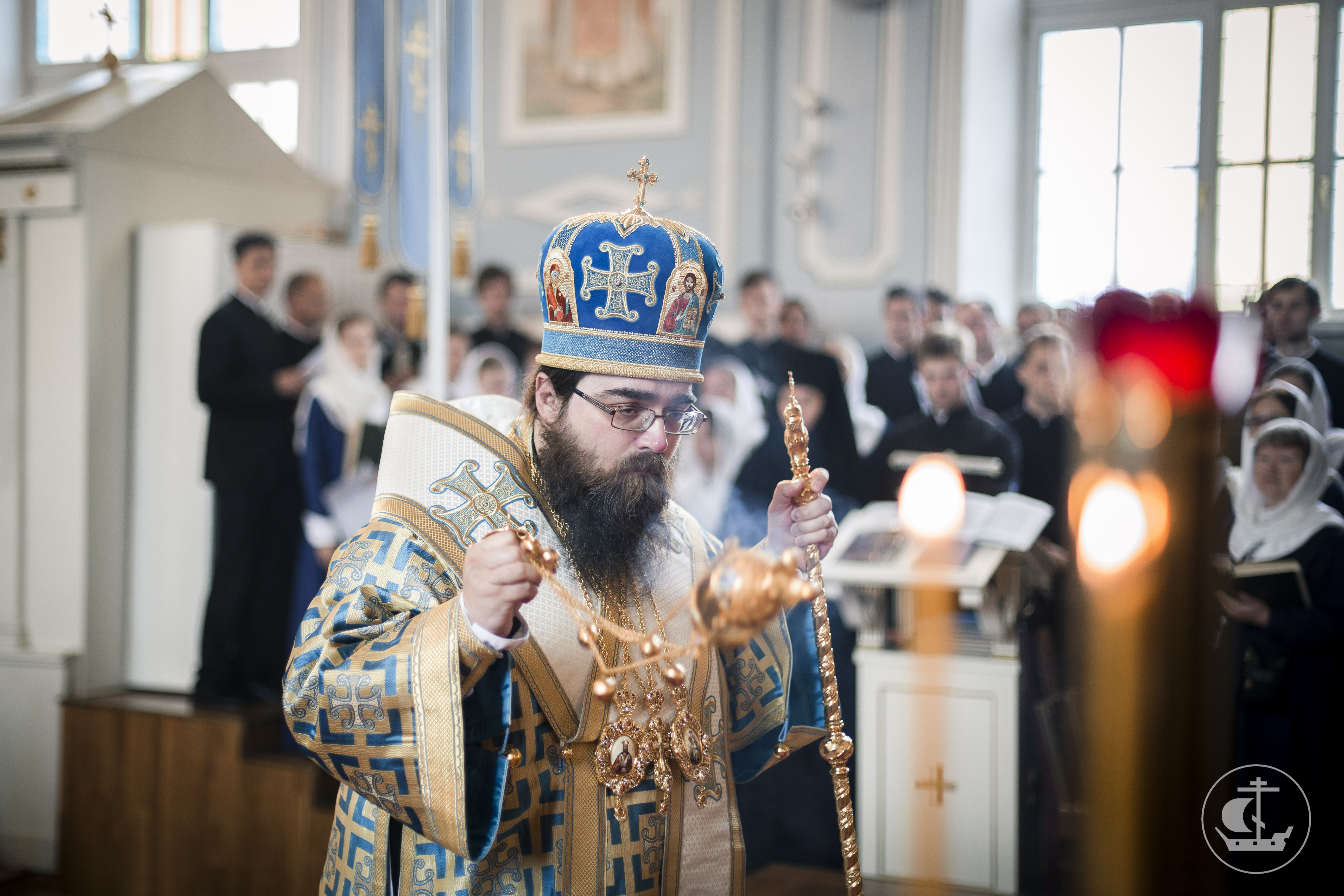
Prešovský pravoslavný arcibiskup a metropolita českých zemí a Slovenska Rastislav při liturgii
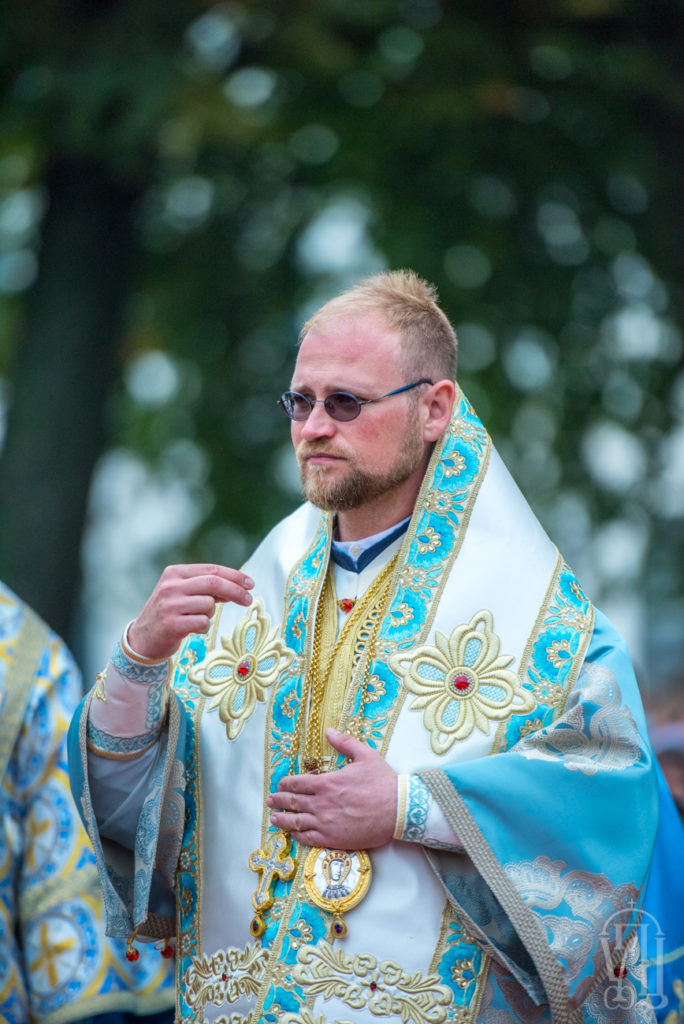
Pravoslavný arcibiskup Jiří činí znamení kříže během liturgie
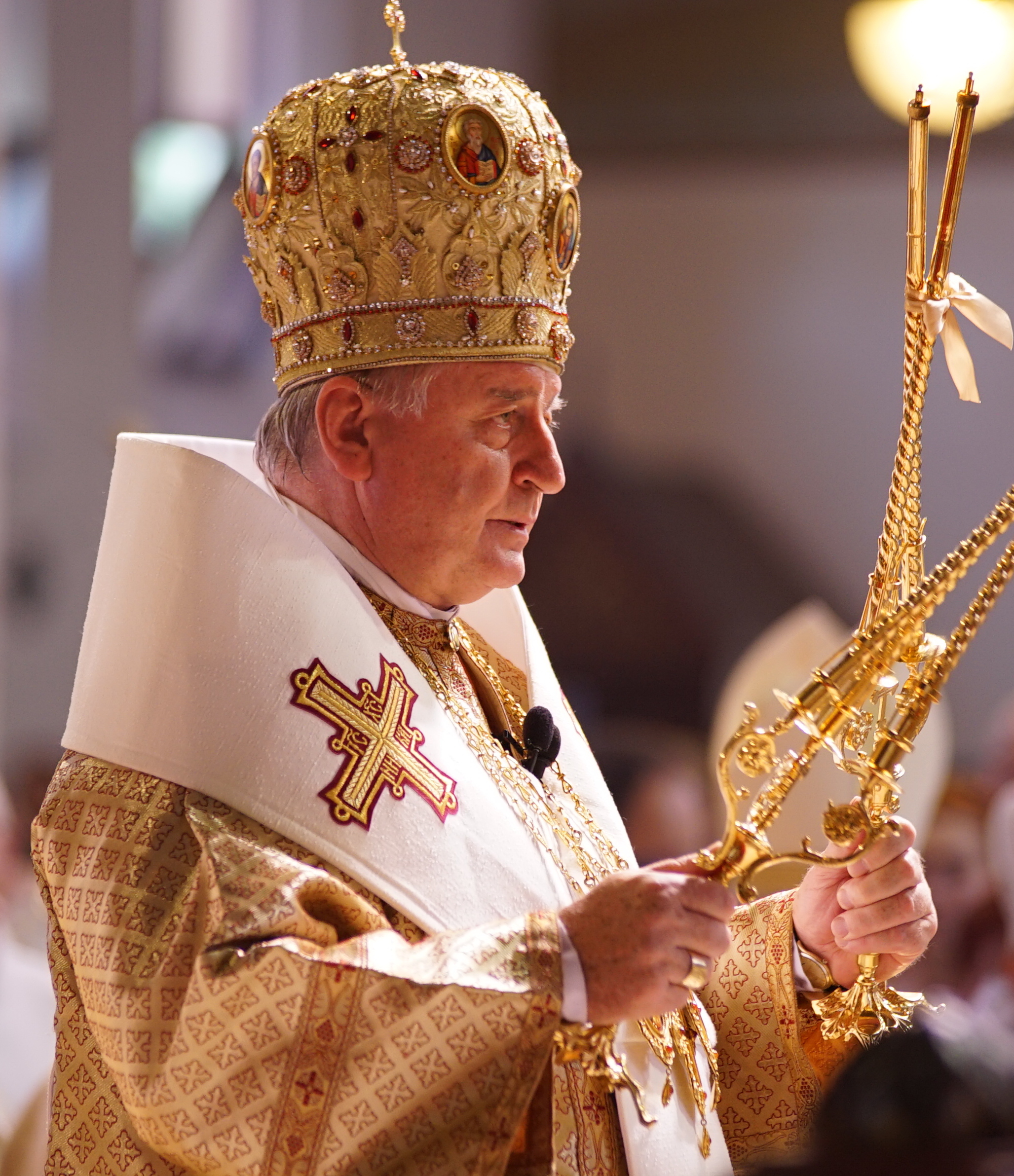
Emeritní prešovský řeckokatolický arcibiskup Ján Babjak při liturgii s dikirionem a trikirionem
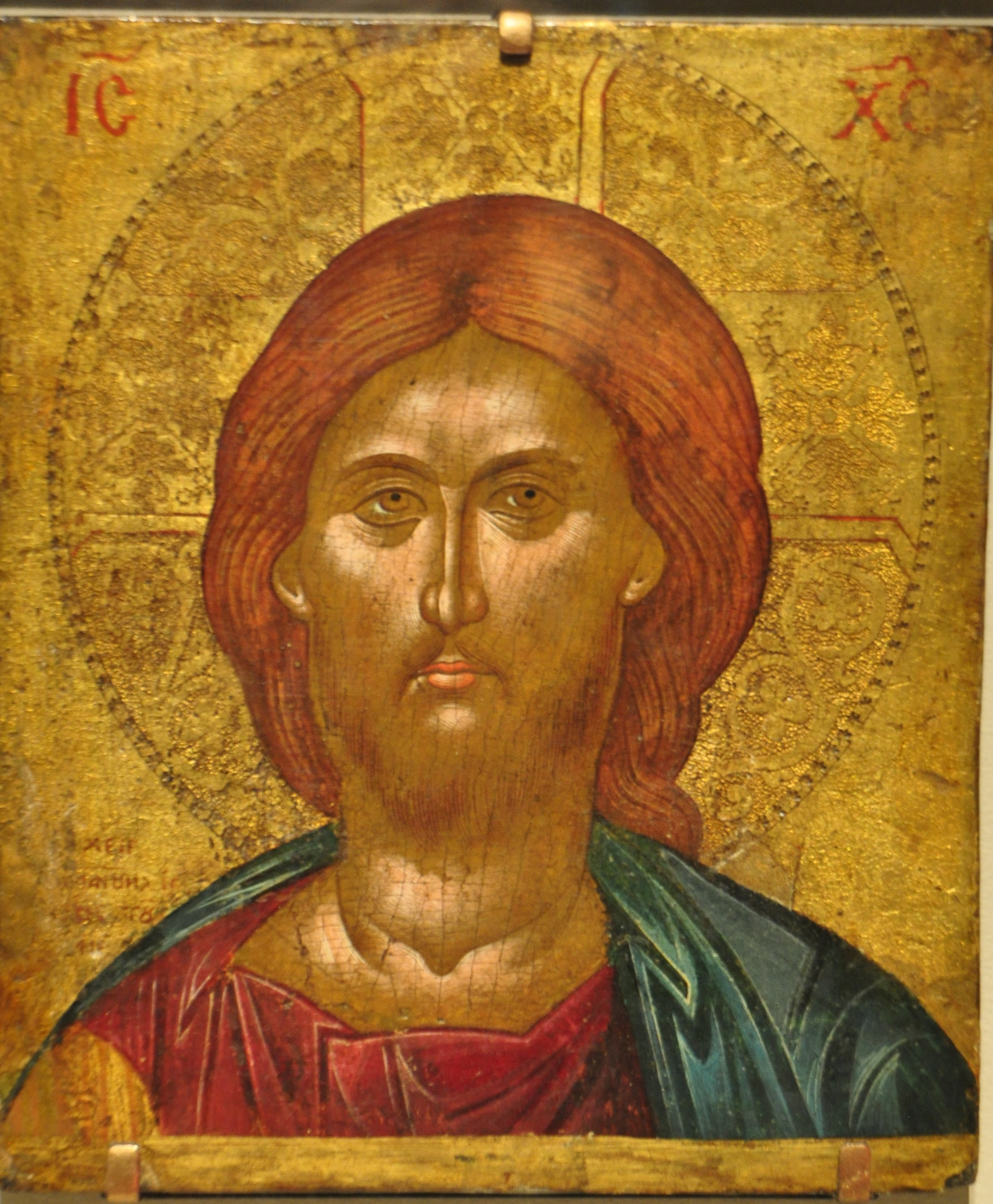
Ikona Krista (východní obrazy se nazývají ikony)
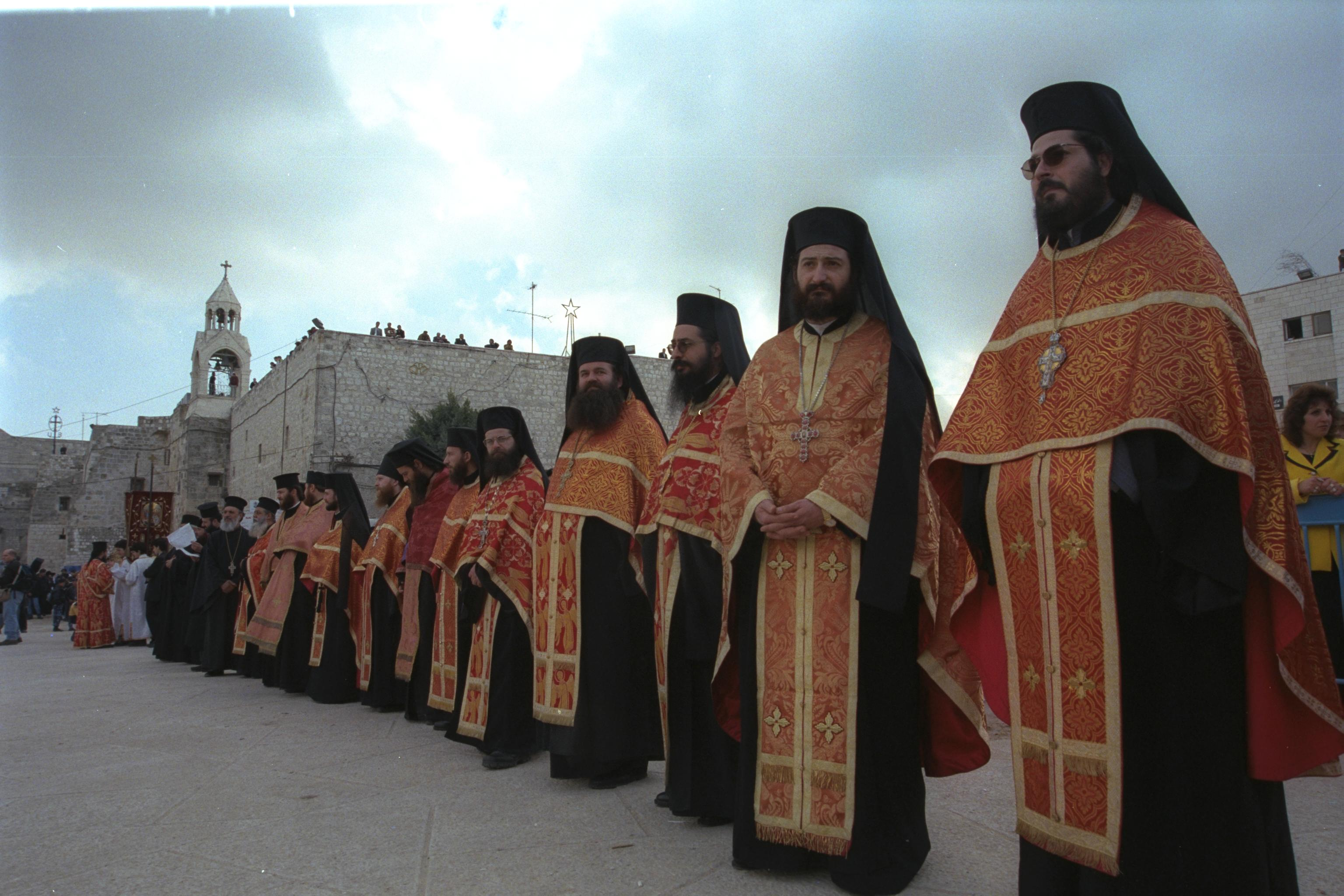
Pravoslavní kněží v Řecku
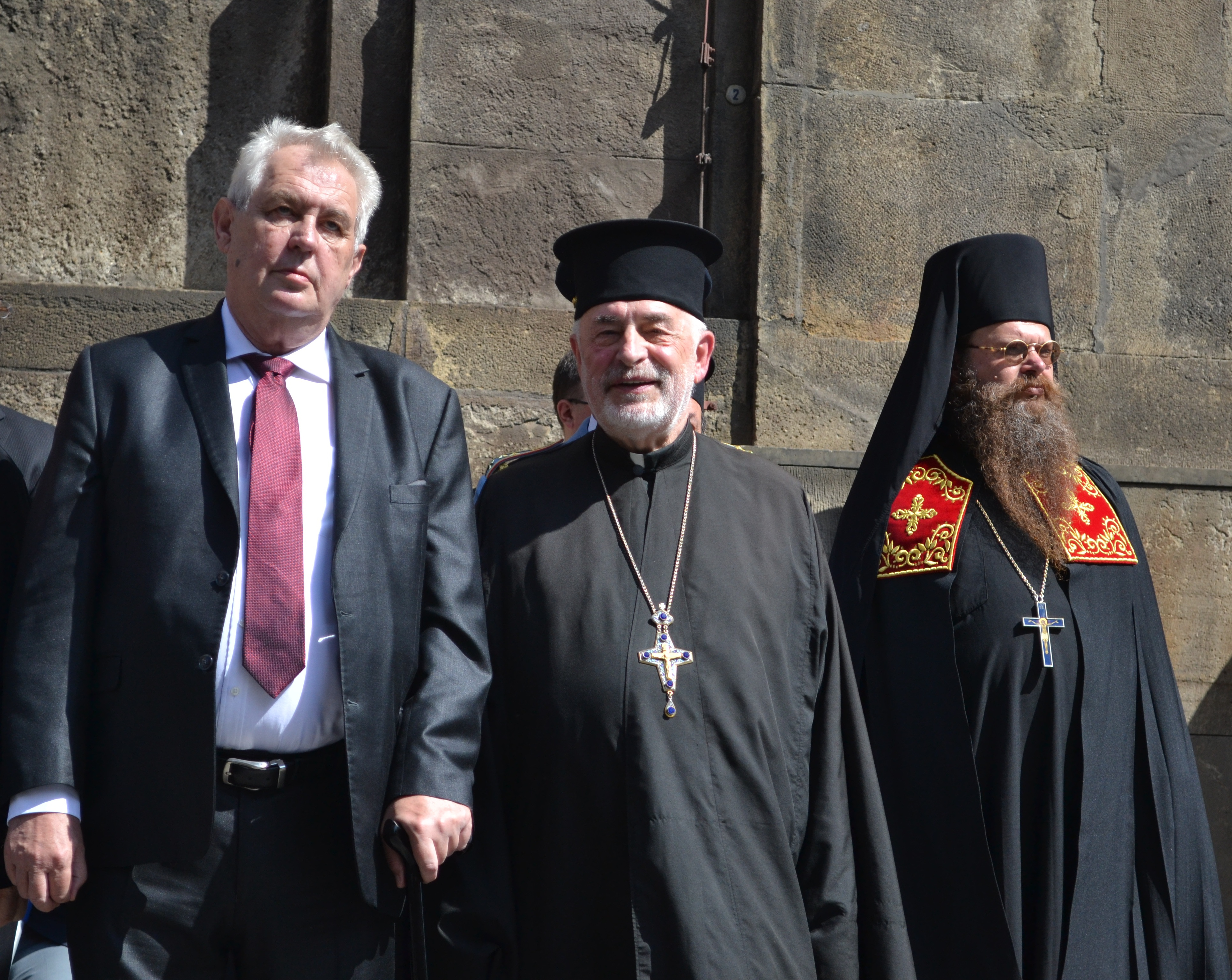
Pravoslavní duchovní v klerikách (Zleva prezident Zeman, protopresbyter Šuvarský a archimandrita Marek)